# Рудольф Моравец
Рудольф Моравец (нім. Rudolf Morawetz; 26 квітня 1886, Рагуза, Австро-Угорщина — 23 листопада 1942, Чир, РРФСР) — австро-угорський, австрійський і німецький офіцер, генерал-майор вермахту (1 листопада 1942).

## Біографія
18 серпня 1904 року вступив в австро-угорську армію. Учасник Першої світової війни, після завершення якої продовжив службу в австрійській армії. Після аншлюсу 15 березня 1938 року автоматично перейшов у вермахт. З 1 квітня 1938 по 1 вересня 1942 року — командир військового округу Саарлаутерна. З 17 жовтня 1942 року — комендант пересильного табору для військовополонених №151. Зник безвісти.

## Нагороди
- Ювілейний хрест
- Пам'ятний хрест 1912/13
- Срібна і бронзова медаль «За військові заслуги» (Австро-Угорщина) з мечами
- Хрест «За військові заслуги» (Австро-Угорщина) 3-го класу з військовою відзнакою і мечами
- Орден Франца Йосифа, офіцерський хрест з військовою відзнакою
- Військовий Хрест Карла
- Медаль «За поранення» (Австро-Угорщина) для інвалідів
- Пам'ятна військова медаль (Австрія) з мечами
- Хрест «За вислугу років» (Австрія) 2-го класу для офіцерів (25 років)
- Почесний хрест ветерана війни з мечами
- Медаль «За вислугу років у Вермахті» 4-го, 3-го, 2-го і 1-го класу (25 років)
- Нагрудний знак «За поранення» в чорному
- Хрест Воєнних заслуг 2-го класу з мечами